# Arda Turan
Arda Turan (Istanbul, 30. siječnja 1987.) turski je nogometni trener i bivši nogometaš. Trenutačno je trener Šahtara. Kao igrač igrao je na poziciji veznog igrača.

## Reprezentativna karijera
Debi za reprezentaciju ostvario je 2006. godine. Na EURO-u 2008. postigao je 2 odlučujuća pogotka za Tursku i tako pomogao osigurati Turskoj prolaz u četvrtfinale natjecanja. Turski nogometni izbornik objavio je u svibnju 2016. popis za nastup na Europskom prvenstvu u Francuskoj, na kojem je se nalazio Turan. Nakon što je u lipnju 2017. izbačen iz kampa reprezentacije zbog fizičkog napada na jednog novinara, Turan je zaključio svoju reprezentativnu karijeru. Kad je Fatih Terim dobio otkaz na mjestu izbornika Arda se vratio u reprezentaciju Turske.

## Vanjske poveznice
- Profil na transfermarkt.de
- Profil  Arhivirana inačica izvorne stranice od 21. travnja 2010. (Wayback Machine) na soccerbase.com